# 羽林军二十八
羽林军二十八（88 Aqr/宝瓶座88）是一个位于赤道星座宝瓶座的恒星。宝瓶座88是弗兰斯蒂德命名法，但是它也有拜耳命名法宝瓶座c2。视星等3.68，在暗的环境下它能够被肉眼看见。基于视差测量，该星距离地球大约271光年。
羽林军二十八是个已经演化的巨星，恒星分类K1III。测量的视直径为3.24 ± 0.20毫弧秒，在这个估计的距离相当于实际大小31倍太阳半径。该星较冷的4,430K表面温度使他发出橙色调的光芒。